# Сухе
Сухе (слч. Suché) насељено је мјесто са административним статусом сеоске општине (слч. obec) у округу Михаловце, у Кошичком крају, Словачка Република.

## Становништво
| Година:    | 1994. | 2004.   | 2014.   | 2024.   |
| ---------- | ----- | ------- | ------- | ------- |
| Број људи: | 438   | 427     | 396     | 424     |
| Разлика:   |       | -2,51 % | -7,25 % | +7,07 % |

| Година:    | 2023. | 2024.   |
| ---------- | ----- | ------- |
| Број људи: | 420   | 424     |
| Разлика:   |       | +0,95 % |

Према подацима о броју становника из 2011. године насеље је имало 402 становника.